# Tina S
Tina Šetkić (orthographe francisée en Tina Setkic), dite Tina S, née le 7 avril 1999 en France, est une guitariste française. Depuis 2023, elle fait partie du groupe Spin Twice.
Elle est notamment connue pour ses reprises (covers) à la guitare électrique, dès l'âge de treize ans, de plusieurs solos et morceaux de rock ou de heavy metal ainsi que d'extraits de musique classique, ceux-ci étant considérés comme techniquement très difficiles. Elle poste depuis 2008 diverses vidéos de ses performances sur sa chaîne personnelle YouTube.
Elle a notamment fait des reprises de Van Halen, Gary Moore, Iron Maiden, Megadeth et Pink Floyd, et des versions à la guitare électrique d'extraits de musique classique incluant les compositeurs Beethoven, Paganini et Vivaldi, en employant principalement une technique de guitare connue sous le nom de shredding,,.
Au fil du temps, ses vidéos de reprises ont suscité l'attention de la part du public mais aussi de plusieurs artistes ou de connaisseurs des genres musicaux repris, qui ont posté en retour des vidéos de réaction positives, notamment Herman Li, le guitariste du groupe britannique DragonForce dont elle reprend la chanson Through the Fire and Flames.
Après la publication d'une dernière vidéo en août 2016, sa chaîne YouTube reste inactive jusqu'en juin 2023. À cette date, elle publie sur son compte Facebook quatre photos d'elle démontrant qu'elle continue de répéter, seule ou avec un groupe. Une nouvelle vidéo avec son groupe Spin Twice est postée sur sa chaîne Youtube le 31 août 2023, marquant la fin de sept ans d'inactivité sur les réseaux.

## Biographie
Tina S est originaire de la région parisienne, et est issue de parents d'origine yougoslaves. Dès l'âge de six ans, elle reçoit un enseignement en guitare classique, au départ pour imiter son grand frère, au sein du Conservatoire de musique d'Évry.
À l'âge de 13 ans, elle décide de se tourner vers un univers plus rock en débutant à la guitare électrique. Elle devient alors l'élève du musicien Renaud Louis-Servais.
Dans une interview de 2013, Tina S indique ne pas avoir vraiment d'influences musicales précises, mais qu’elle aime notamment des groupes et des guitaristes comme Van Halen ou Slash, ainsi qu'Ana Vidović et Orianthi chez les femmes. Elle indique également que, si elle essaie d'inscrire son univers musical dans la continuité de ses vidéos, elle préfère se concentrer sur son jeu et sa technique.

## Vidéos

### Création de la chaîne
Tina S ouvre sa chaîne YouTube en 2007 et commence à publier à partir de 2008 des vidéos de reprises musicales. De janvier 2008 à août 2016, elle poste environ deux douzaines de vidéos dont seulement 15 apparaissent au total, dont les 14 à la guitare électrique enseignées et filmées par son professeur, Renaud Louis-Servais.

### Reprises
En 2013, Tina S commence à obtenir une certaine notoriété avec une vidéo montrant sa reprise du solo de guitare de la chanson Eruption joué habituellement par le guitariste Eddie Van Halen du groupe du même nom ; en une semaine, sa vidéo est vue quatre millions de fois,, puis onze millions de fois deux ans plus tard.
Toujours en 2013, elle reprend un arrangement pour guitare électrique (créé par Patrick Rondat, qui est un ami du professeur de guitare de Tina S) du troisième mouvement du concerto no 2 en sol mineur, op. 8, RV 315 du compositeur Antonio Vivaldi, plus connu sous le nom de l'« Été » des Quatre Saisons de Vivaldi,.
À la suite de sa reprise de la chanson Comfortably Numb, le musicien Nick Mason, batteur du groupe Pink Floyd, lui poste des félicitations sur Twitter et s'abonne à sa chaîne.[réf. souhaitée]
En mars 2015, elle reprend à la guitare la chanson Through the Fire and Flames, morceau du groupe britannique DragonForce. L'un des guitaristes du groupe, Herman Li, fera (en 2021) une vidéo de réaction de sa reprise, dans laquelle il ne tarira pas d'éloges pour Tina S, notamment quand elle joue le « double solo » de Li et de son collègue Sam Totman,,.
En août 2016, elle poste une dernière vidéo sur sa chaîne YouTube où elle reprend à la guitare le troisième mouvement de la Sonate au Clair de lune de Ludwig van Beethoven, version créée en 2011 par Michele Vioni (« Dr. Viossy »), vidéo qui totalise en 2023 plus de 45 millions de vues.

### Statistiques
À la date de 2016, les vidéos de Tina S sur sa chaîne YouTube engrangent un total d'environ 60 millions de vues
En 2017, sa chaîne est classée no 217 (Top 36 %) sur la liste des Youtubeurs français en fonction du nombre d'abonnés et classée no 265 (Top 44 %) sur la liste des Youtubeurs français en fonction du nombre de hits YouTube.
En 2023, sans qu'elle n'ait ajouté la moindre nouvelle vidéo depuis sept ans, sa chaîne YouTube totalise plus de 200 millions de vues cumulées et plus d'1 million d'abonnés, ainsi que de nombreuses vidéos de réactions de ses covers sur diverses autres chaînes YouTube.[réf. souhaitée]

## Accueil
Au fil des ans, plusieurs connaisseurs des œuvres musicales reprises par Tina S, notamment des professeurs de musique, de guitare ou des guitaristes professionnels eux-mêmes, manifestent leur enthousiasme pour ses performances, postant des vidéos de réaction (en) sur leurs chaînes YouTube respectives,,,.
Certains commentaires des spectateurs des vidéos de Tina S lui reprochent cependant de « ne donner que dans la démonstration technique », critiquant une certaine forme de détachement ou de manque d'empathie (selon eux) quand elle joue ; de son côté, Tina S explique : « Je choisis un morceau qui représente pour moi un réel défi et me pousse à me dépasser, à travailler sans relâche et à donner le meilleur de moi-même pour arriver à mes fins ».
En janvier 2014, elle est invitée par le groupe Dream Theater à leur concert au Zénith de Paris.[réf. souhaitée]
En 2015, le bassiste Wolfgang Van Halen se dit intéressé par une rencontre avec la jeune guitariste, sans que cette annonce ne soit suivie d'effet. En 2016, le guitariste Steve Vai, même s'il ne fait pas de commentaire public au sujet de la jeune guitariste, poste une de ses vidéos sur son propre compte Twitter.
En juin 2021, Herman Li, l'un des guitaristes et le compositeur du groupe DragonForce, assure dans une vidéo postée sur la chaîne du groupe, au cours de laquelle il réagit à la reprise de Tina S de Through the Fire and Flames, que son interprétation est la meilleure qu'il ait jamais entendue et l'invite à rejoindre le groupe sur scène lors de leur prochaine venue en France, sans que cette annonce ne soit suivie d'effet.

## Techniques de jeu et matériel
Dans ses vidéos, Tina S utilise une guitare électrique de marque Vigier, le modèle Vigier Excalibur HSH Custom (couleur Deep Burgundy, touche érable), et aussi une Excalibur HSH Spécial (couleur Mysterious Green). Elle indique en novembre 2013 qu'elle est soutenue par Vigier. En 2017, elle acquiert une Vigier Excalibur HSH Supraa (couleur Rock Art).
Elle réalise ses power chords avec son index, son majeur et son annulaire gauche. Elle tient son médiator entre son pouce et son index pendant le tapping.